# Saabyes ventetidsformel
 Denne artikel bør gennemlæses af en person med fagkendskab for at sikre den faglige korrekthed.

Saabyes ventetidsformel er en formel lagt frem af civilingeniør S. Saabye i 1978, der beskriver den tid, som man gennemsnitligt må vente på, at der mindst opstår et bestemt tidsinterval mellem to elementer. 
I en trafikstrøm med N elementer pr. tidsenhed og eksponentielt fordelte tidsafstande mellem elementerne, findes den gennemsnitligt forventede ventetid {\displaystyle V} på et tidsinterval på mindst {\displaystyle t} mellem to på hinanden følgende elementer som:
{\displaystyle V={\frac {\cosh(N\times t)-1}{N}}}
Formelen blev brugt for at finde bedste placering af fodgængerfelter. I en senere artikel påpegede civilingeniør Jes Møller betænkeligheder ved Saabyes model, som regner forkert, når bilerne ikke er poissonfordelte, men grupperede, det vil sige uden for formlens forudsætninger.